# Niente paura
Niente paura è il primo singolo estratto dal greatest hits di Luciano Ligabue Primo tempo pubblicato nel 2007. 

## Descrizione
Il singolo, reso disponibile solo per il download digitale, ha debuttato nella classifica di iTunes il 26 ottobre 2007, ed ha raggiunto la vetta la settimana dopo, rimanendo alla posizione numero uno per sette settimane, non consecutive. L'ultima di queste settimane ha coinciso con l'inizio della classifica digitale come unica classifica ufficiale di vendita brani e singoli.
È stato frequentemente trasmesso in radio, raggiungendo la posizione numero 1 dell'airplay.

## Il video
Il video di Niente paura che è entrato nella playlist dei canali dedicati dal 5 novembre è girato da Romana Meggiolaro e prodotto da Marco Salom per la Angel Film. Il video è stato girato a Londra. Nel video assistiamo alla performance del cantante e del suo gruppo, mentre intorno a lui si assiste a scene di vita quotidiana di alcune persone incappucciate, come se si stessero nascondendo. Poi sul finale del video queste persone si scoprono dal cappuccio come in un gesto liberatorio.

## Informazioni
- Testo e musica di Luciano Ligabue
- Produzione artistica di Corrado Rustici. Arrangiamenti: Corrado Rustici e Ligabue. Produzione esecutiva: Claudio Maioli per Zoo Aperto. Registrato e mixato da David Fraser presso i Plant Studios, Sausalito, California - Assistito da Mike Boden
- Musicisti:
  - Corrado Rustici: chitarre, tastiere, trattamenti e programming
  - Michael Urbano: Batteria
  - Sean Hurley: basso
  - Frank Martin: piano

## Classifiche
| Classifica (2007) | Posizione massima |
| ----------------- | ----------------- |
| Italia            | 1                 |

### Classifiche di fine anno
| Classifica (2008) | Posizione |
| ----------------- | --------- |
| Italia            | 38        |